# Santo Tomás La Unión
Pour les articles homonymes, voir Santo Tomás.
Santo Tomás La Unión est une ville du Guatemala dans le département de Suchitepéquez.